# Dazi-Brücke
Die Dazi-Brücke ist eine Hängebrücke im Kreis Dagzê des Autonomen Gebiets Tibet. Zum Zeitpunkt der Fertigstellung im Jahre 1984 war sie die längste Hängebrücke der Volksrepublik China. Die Brücke überquert den Lhasa He.

## Beschreibung
Die Dazhi-Brücke ist eine ungewöhnliche, asymmetrische Hängebrücke. Bei einer Spannweite von 500 m hat sie nur einen klassischen Betonpylon am nördlichen Ufer des Flusses, wo – anders als bei mitten im Flussbett stehenden Pfeilern – eine Kolkbildung vermieden wird. Die zwei über ihn geführten Tragkabel sind etwa 80 m hinter ihm in Ankerblöcken im Boden befestigt. Die Funktion des anderen Pylons wird von Ankerblöcken auf einem Bergvorsprung ca. 90 m südlich der Brücke übernommen, wobei ein Betonblock auf einem Vorsprung ungefähr auf der halben Strecke verhindert, dass die Tragkabel auf dem Berg aufliegen.
Der Fahrbahnträger ist deshalb mit rund 420 m deutlich kürzer als die Spannweite. Er ist 4,5 m breit und führt daher nur eine Fahrspur über den Fluss. Er ist zur Versteifung als Fachwerkträger ausgebildet. Die Fahrbahn besteht aus leicht profilierten Stahlblechen. Zur Versteifung des Fahrbahnträgers sind zwischen dem Pylon bzw. dem Bergvorsprung und der Fahrbahn einige schräge Seile gespannt.
Die Brücke und verbindet die Nationalstraße G 318 mit der Provinzstraße S 202 (Shengdao 202). Die nächste Überquerungsmöglichkeit befindet sich rund 250 Meter weiter westlich, die Neue Dazi-Brücke (über sie wird die S 202 nun geführt). Das Bauwerk gilt auch als Touristenattraktion; nicht zuletzt wegen der auffälligen Dekoration mit bunten, tibetischen Gebetsfahnen, die auch vor Ort (an der Auffahrt von der G 318) von Händlern angeboten werden.